# Mantra (canção)
"Mantra" (frequentemente estilizado em maiúsculas) é uma canção da banda de rock britânica Bring Me the Horizon. Produzida pelo vocalista da banda Oliver Sykes e pelo tecladista Jordan Fish, é apresentada no sexto álbum de estúdio do grupo, Amo (2019). A faixa foi lançada como o primeiro single do álbum em 21 de agosto de 2018, liderando a UK Rock & Metal Singles Chart e passando três semanas na parada.

## Promoção e lançamento
Bring Me the Horizon lançou "Mantra" como seu primeiro novo material desde That's the Spirit em 21 de agosto de 2018, um dia antes do anúncio do sexto álbum de estúdio da banda, Amo. A música foi originalmente lançada com uma campanha promocional incluindo um outdoor em Londres, que apresentava a letra "Você quer começar um culto comigo?" O outdoor também continha um número de telefone que apresentava uma amostra da faixa, e o site joinmantra.com foi criado para revelar a data de lançamento do single. O grupo tocou a faixa ao vivo pela primeira vez no Reading Festival em 23 de agosto, seguido por uma apresentação no Leeds Festival no dia seguinte.

## Composição e letra
"Mantra" foi descrita como uma música de hard rock, rock alternativo, rock eletrônico, pop rock, e pop metal. Falando à revista de música Metal Hammer, o vocalista Oliver Sykes revelou que "Mantra" foi inspirado em Wild Wild Country, um documentário sobre o polêmico guru indiano Bhagwan Shree Rajneesh, explicando que "Enquanto eu estava assistindo e tentando escrever letras ao mesmo tempo, estava desenhando essas semelhanças entre cultos e amor." Passando a falar sobre a letra, ele acrescentou que "Começar um relacionamento - especialmente um casamento - é como começar um culto, um pequeno culto de dois homens, porque você tem que se entregar completamente a essa pessoa, você tem que confiar nela, tem que amá-la incondicionalmente... então é daí que veio o pensamento por trás da música".
Musicalmente, o escritor da NME Tom Connick descreveu que "Mantra" apresenta "uma introdução eletrônica distorcida e com falhas" seguida por um "refrão de isca de manchete de festival", contribuindo para um som que ele afirma ser "construído para grandes palcos". Connick segue afirmando que os elementos eletrônicos da música "adicionam atmosfera".

## Videoclipe
O videoclipe de "Mantra" foi lançado em 24 de agosto de 2018, três dias após a primeira disponibilização da música. De acordo com o site Consequence of Sound, o vídeo "retrata o vocalista Oli Sykes como um líder de culto, enquanto seus seguidores prestam atenção em cada palavra sua". John Hill, da revista Revolver, destacou que "os visuais no vídeo se chocam repetidamente, elementos de videogames, infomerciais noturnos e sermões da igreja, todos executados em um loop fechado um ao lado do outro para um efeito vicioso", descrevendo-o como "louco". Da mesma forma, Emmy Mack, do Music Feeds, o chamou de insano.

## Recepção

### Crítica
Tom Connick, da NME, elogiou "Mantra" como "uma versão inventiva de rock moderno corajoso e blues, adequado para estádios e slots de manchete", destacando os elementos eletrônicos da música e a performance vocal de Oliver Sykes. Axl Rosenberg, do MetalSucks, criticou a música, chamando-a de "merda" e brincando: "Se você odeia todos em sua vizinhança imediata, aumente o volume dos alto-falantes e toque "Mantra"."

### Prêmios
Em 2019, "Mantra" foi indicada para a categoria de Melhor Canção de Rock no 61º Grammy Awards.

## Créditos
Créditos adaptados do Tidal.
Bring Me The Horizon
- Oliver Sykes – vocais principais, produção, composição
- Lee Malia – guitarras, composição
- Matt Kean – baixo, composição
- Matt Nicholls – bateria, composição
- Jordan Fish – teclados, sintetizadores, programação, percussão, backing vocals, produção, composição

Produtores adicionais
- Romesh Dodangoda – engenharia
- Ted Jensen – masterização
- Dan Lancaster – mixagem

## Na cultura popular
- "Mantra" faz parte da trilha sonora do videogame Watch Dogs: Legion de 2020.[21]
- Foi tocada durante um episódio da 34ª temporada de The Challenge da MTV.[22]
- Em 2020, o girl group japonês Passcode fez um cover da música em seu canal oficial no YouTube.[23]

## Paradas
| Parada (2018)                                           | Posição de pico |
| ------------------------------------------------------- | --------------- |
| Australia Digital Tracks (ARIA)                         | 33              |
| Bélgica (Ultratip Bubbling Under de Flandres)           | 7               |
| Bélgica (Ultratip Bubbling Under da Valônia)            | 37              |
| Canadá (Billboard Rock)                                 | 45              |
| República Checa (Singles Digitál Top 100)               | 93              |
| Finland Radio (Suomen virallinen lista)                 | 94              |
| Germany Alternative (Deutsche Alternative Charts)       | 10              |
| Hungria (Single Top 40)                                 | 14              |
| Mexico Ingles Airplay (Billboard)                       | 31              |
| New Zealand Hot Singles (RMNZ)                          | 35              |
| Escócia (Scottish Singles Chart)                        | 45              |
| Eslováquia (Singles Digitál Top 100)                    | 94              |
| Reino Unido (UK Singles Chart)                          | 55              |
| Reino Unido (OCC UK Rock and Metal)                     | 1               |
| Estados Unidos (Billboard Hot Rock & Alternative Songs) | 15              |
| Estados Unidos (Billboard Mainstream Rock)              | 5               |
| Estados Unidos (Billboard Rock Airplay)                 | 23              |

| Parada (2018)                 | Posição |
| ----------------------------- | ------- |
| US Hot Rock Songs (Billboard) | 92      |